# Wärtsilä
Die Wärtsilä Corporation (finnisch Wärtsilä Oyj Abp) ist ein börsennotierter Konzern mit Hauptsitz in Helsinki, Finnland. Wärtsilä ist ein Anbieter von Technologien und Lösungen für die Schifffahrts- und Energiemärkte. 2020 erzielte Wärtsilä mit seinen rund 18.000 Beschäftigten einen Nettoumsatz von 4,6 Milliarden Euro.
Das Unternehmen gehört zu den führenden Herstellern von Kraftwerken und Schiffsmotoren und hat drei Hauptgeschäftsfelder:
- Energielösungen (Energy Solutions) mit Konzentration auf den Energiemarkt
- Schifffahrtsindustrielösungen (Marine Solutions) mit Fokus auf die Schifffahrtsindustrie
- Servicedienstleistungen zur Betreuung der Installationen beider Märkte; hierzu gehören mehr als 200 Niederlassungen in fast 70 Ländern.

## Geschichte
Der Wärtsilä-Konzern geht auf ein 1834 gegründetes Sägewerk im nordkarelischen Industrieort Värtsilä (heute Wjartsilja, Russland) zurück. Der Industrielle Nils Ludvig Arppe übernahm das Sägewerk 1836 und gründete 1851 eine Eisenhütte. Aus dem Nachlass Arppes ging 1898 der Konzern Wärtsilä hervor, der 1907 in Oy Wärtsilä Ab umbenannt wurde. Im Jahr 1932 kam es zum ersten Konkurs, bei dem die Arbeiter auf 25 % ihres Lohns verzichteten. Bereits ein Jahr später konnten schon wieder Dividenden an die Aktionäre gezahlt werden. 1935 wurde der Firmensitz von Värtsilä nach Helsinki verlegt. Nach der Unterzeichnung eines Lizenzabkommens mit der Friedrich Krupp Germaniawerft AG begann der Bau von Dieselmotoren. Der erste Motor wurde 1942 fertiggestellt.
Durch Übernahme der finnischen Firma Kone- ja Siltarakennus wurden ab 1938 im Wärtsilä-Konzern Schiffe gebaut. 1974 begann der Bau einer neuen Werft in der Nähe von Turku; der Betrieb wurde im Jahr 1983 aufgenommen. Im Jahr 1979 wurden die sich ausweitenden internationalen Geschäftsaktivitäten in sechs Unternehmensbereiche organisiert: Schiffswerft, Dieselmotoren, Maschinenbau, technisches Porzellan, Metallverarbeitung (Schließanlagen) und Konsumgüter. 1982 wurde eine deutsche Niederlassung in Hamburg gegründet. Nach dem zweiten internationalen Börsengang 1984 war Wärtsilä das erste finnische Unternehmen, dessen Aktien an der Londoner Börse notiert wurden. Eine Spezialität der Schiffswerft war der Bau von Eisbrechern (z. B. Sampo oder Kontio) und Fähren (z. B. Ilmatar (1964)).
Die Werftenkrise Mitte der 1980er-Jahre führte zur Konsolidierungen. Das finnische Unternehmen Valmet übernahm die Herstellung papierverarbeitender Maschinen, dafür wurden die Schiffbauaktivitäten beider Firmen zum Beginn des Jahres 1987 als Wärtsilä Marine zusammengeführt. Doch bereits am 23. Oktober 1989 musste Wärtsilä Marine Insolvenz anmelden.
In Folge der geringeren Nachfrage nach Schiffen gerieten auch kleinere Motorenfabrikanten in finanzielle Schwierigkeiten, was zu einer Reihe von Zukäufen innerhalb der Dieselsparte führte. 1986 übernahm Wärtsilä Diesel eine Mehrheit am norwegischen Hersteller Wichmann und betrieb die Fabrik in Rubbestadneset fortan unter dem Namen Wartsila-Wichmann Diesel. 1998 erwarb Wärtsilä Diesel die Rechte an den Motoren der niederländischen Bolnes Motorenfabriek, stellte die Produktion aber ein und fokussierte sich auf die Wartung der existierenden Motoren. 1989 übernahm Wärtsilä Diesel den französischen Motorenhersteller SACM sowie eine Mehrheitsbeteiligung am niederländischen Motorenhersteller Stork Werkspoor; die Firma wurde nunmehr unter dem Namen Stork-Wärtsilä Diesel geführt.
Mit der Fusion von Wärtsilä und Lohja entstand 1990 das Unternehmen Metra. Im Rahmen umfangreicher Reorganisationsmaßnahmen begann 1995 die Zusammenarbeit zwischen Wärtsilä und dem amerikanischen Motorenhersteller Cummins. Ein Jahr später beschlossen Metra und der italienische Schiffbaukonzern Fincantieri die Fusion von Wärtsilä Diesel, New Sulzer Diesel und Diesel Ricerche zur Wärtsilä NSD Corporation. Damit erhielt Fincantieri einen Anteil von 15 % an der größten Abteilung von Metra. Bestandteil der Fusion war auch eine Beteiligung von 40 % an Grandi Motori Trieste (GMT); die übrigen 60 % verblieben bis zur vollständigen Übernahme im Jahr 1999 bei Fincantieri. Das italienische Unternehmen verkaufte im Jahr 2000 seinen Anteil von 15,4 % an Wärtsilä NSD an Metra. Auf einer außerordentlichen Versammlung der Anteilseigner von Metra am 13. September 2000 wurde beschlossen, Metra in Wärtsilä umzufirmieren. Mit dem Eintrag in das finnische Handelsregister nahm das neue Unternehmen am 22. September 2000 die Arbeit auf.
Im selben Jahr wurde auch die italienische Niederlassung Wärtsilä Italia S.p.A. in Triest gegründet. Bis zum Jahr 2007 wurde die Produktion der Motorenbaureihen ZA40 (von Sulzer), 38, 26 (zuvor in Zwolle gebaut), 46, 46F und 50DF (zuvor in Turku gebaut) nach Triest verlagert.
Zum 1. April 2005 übernahm die deutsche Niederlassung die Aktivitäten von Deutz MWM Marine Service. Als Wärtsilä Deutschland GmbH übernahm sie Reparatur- und Servicetätigkeiten für deutsche Reedereien.
2006 übernahm Wärtsilä das Hamburger Unternehmen Schiffko, das sich auf Planung und Design von Container-, Forschungs- und Polarschiffen spezialisiert hatte. Es wurde unter anderem ein neues aufwändiges Forschungsschiff projektiert: Für mehr als 500 Millionen Euro war die Aurora Borealis als Eisbrecher, Bohr- und Mehrzweckforschungsschiff in Planung.
Im Juli 2013 gab das Unternehmen bekannt, dass die schnellste Fähre der Welt (angetrieben von zwei Wärtsilä LJX1720SR -Wasserstrahlantrieben) nach Tests nun startklar für den kommerziellen Betrieb ist.
Am 19. Januar 2015 brachte Wärtsilä seine Zweitaktmotoren-Sparte mit rund 350 Beschäftigten in das zusammen mit der China State Shipbuilding Corporation (CSSC) gegründete Gemeinschaftsunternehmen Winterthur Gas & Diesel ein, wobei CSSC 70 % und Wärtsilä 30 % der Aktien erhielten.
Zum 1. Juni 2015 kaufte Wärtsilä für 295 Millionen Euro die Unternehmensgruppe Marine Systems International des US-amerikanischen Rüstungskonzerns L-3 Communications. Die rund 1700 Beschäftigten der Unternehmen SAM Electronics, Valmarine, Lyngsø Marine, Dynamic Positioning & Control Systems, Jovyatlas, Euroatlas, ELAC Nautik, FUNA, GA International und APSS erweiterten das bestehende Elektrik- und Automationsgeschäft. Bis Mai 2021 trennte sich Wärtsilä wieder von den deutschen Tochterunternehmen FUNA, Jovyatlas, ELAC Nautik und Euroatlas.
Im Jahr 2020 übersiedelte der Schweizer Standort mit seinen 135 Mitarbeitern von Winterthur nach Frauenfeld.
Am 17. Juli 2025 teilte Wärtsilä mit, dass die 2015 übernommene Tochter Wärtsilä SAM Electronics wieder veräußert wird. Käufer ist das Unternehmen Vinci Energies, das zum börsennotierten französischen Konzessions- und Baukonzern Vinci gehört.

## Geschäftstätigkeit
Das Kernprodukt des Unternehmens sind Dieselmotoren, die sowohl als Haupt- oder Hilfsmotoren auf Schiffen als auch zur Energieerzeugung in Kraftwerken eingesetzt werden. Der Motorenbau findet in Fabriken im finnischen Vaasa und im italienischen Triest statt.

### Schifffahrt
Die Spezialität des Unternehmens waren ursprünglich mittelschnelllaufende Viertakt-Motoren mit bis zu 18 Zylindern und einer Leistung von 18.900 kW (25.700 PS). Seit der Übernahme der Aktivitäten der Schweizer New Sulzer Diesel von Fincantieri, die vor allem auf dem Sektor Zweitakt-Schiffsantriebe tätig war, konkurriert Wärtsilä mit dem weltweit führenden Hersteller MAN Diesel. Durch die Produktübernahme von Sulzer (seit Beginn 2006 nun auch unter dem Namen Wärtsilä) führt Wärtsilä auch größte und wirtschaftlichste Zweitakt-Verbrennungsmotoren für die Tanker- und Containerschifffahrt im Portfolio. Der leistungsstärkste Wärtsilä-Zweitaktmotor (Typ 14RT-flex96C) mit 14 Zylindern und einem Kolbendurchmesser von 96 cm entwickelt mit vier ABB-Turboladern eine Leistung von über 80.000 kW (108.800 PS). Er ist der Hauptantrieb der Containerschiffe der Emma-Mærsk-Klasse. Die Produktpalette reicht von niedrigen Leistungsklassen mit Viertakt-Antrieben und Motoren ab etwa 2.000 kW (2720 PS) bis über 130.000 kW.
Um dem Trend hin zu langsamlaufenden und energieeffizienteren Schiffen gerecht zu werden (siehe Slow steaming und Green shipping), hat Wärtsilä im Jahr 2011 die neue Produktreihe der Generation-X-Motoren eingeführt. Diese zeichnet sich durch geringeren Brennstoffverbrauch, höhere Leistungsdichte und höhere Effizienz aus.

Im Januar 2015 legten Wärtsilä und CSSC ihre Zweitakt-Schiffsdieselmotor-Aktivitäten im Joint Venture Winterthur Gas & Diesel Ltd. (WinGD) zusammen.

### Energieerzeugung
Im Bereich der Kraftwerkstechnik werden Anlagen bis 500 MW gebaut, die als Brennstoff(e) Diesel, Erdöl, Erdgas, Heizöl, Biodiesel und/oder verflüssigtes Erdgas (LNG) verwenden. Im Jahr 2010 wurde Afrikas größtes Gaskraftwerk in Kamerun geplant. Als Antrieb der Generatoren werden Dual-Fuel-Dieselmotoren Wärtsilä 18V50DF verwendet. Das Kraftwerk soll in Kribi, einem Hafen an der Küste Kameruns, entstehen.
Wärtsilä bietet auch Produkte und Dienstleistungen für die Netzstabilität in der Energieversorgung wie z. B. Pumpen- und Kompressions-Laufwerke sowie Finanzdienstleistungen und Projekt-Management-Dienstleistungen im Bereich der Stromerzeugung an.
In Osttimor betreibt Wärtsilä seit mehreren Jahren die Kraftwerke Hera, Central Eléctrica de Betano und das Inur-Sacato-Kraftwerk. Der Betreibervertrag mit der Electricidade de Timor-Leste (EDTL) läuft noch bis 2022.

## Galerie

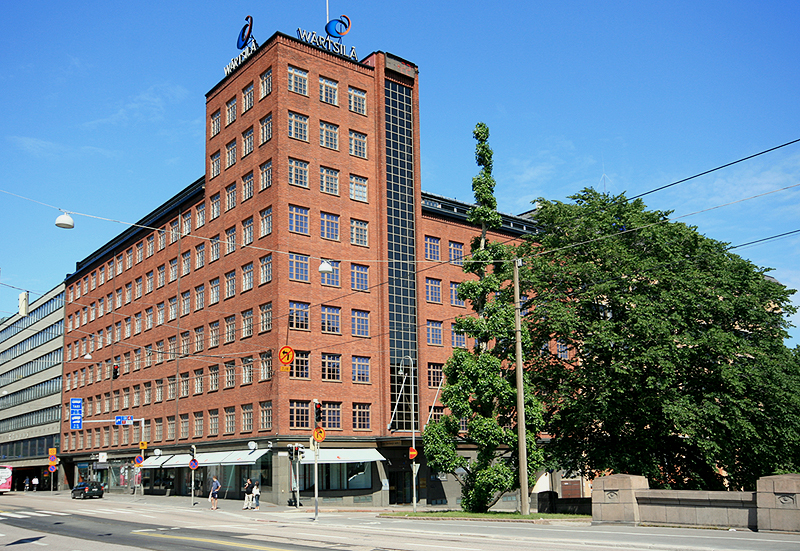
Hauptsitz in Helsinki
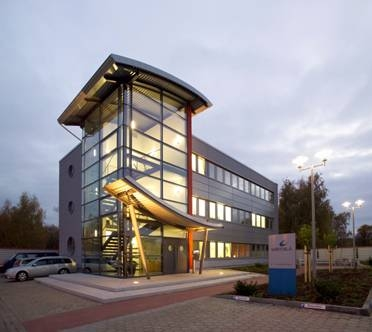
Niederlassung Hamburg
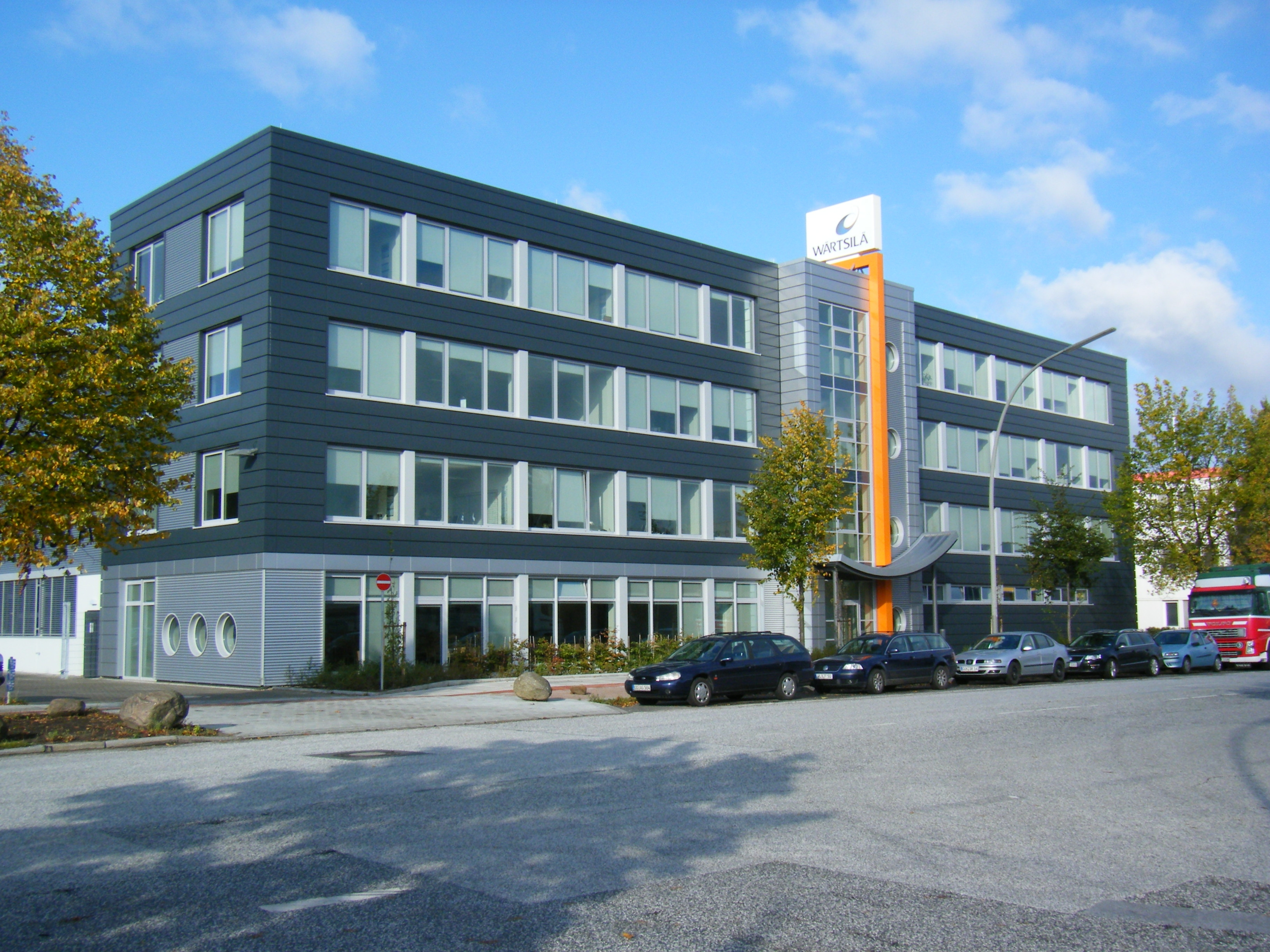
Niederlassung Hamburg
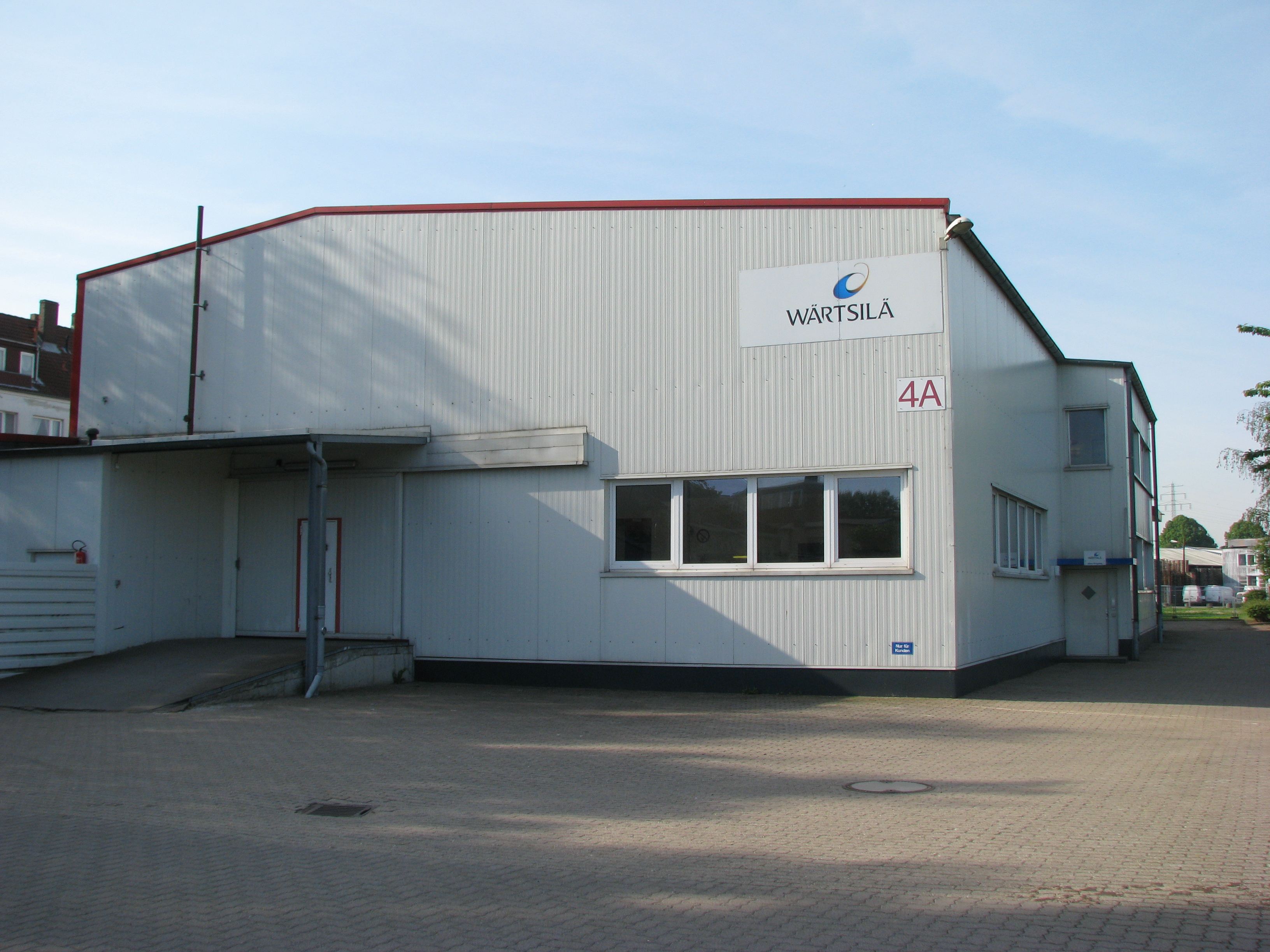
Niederlassung Hamburg
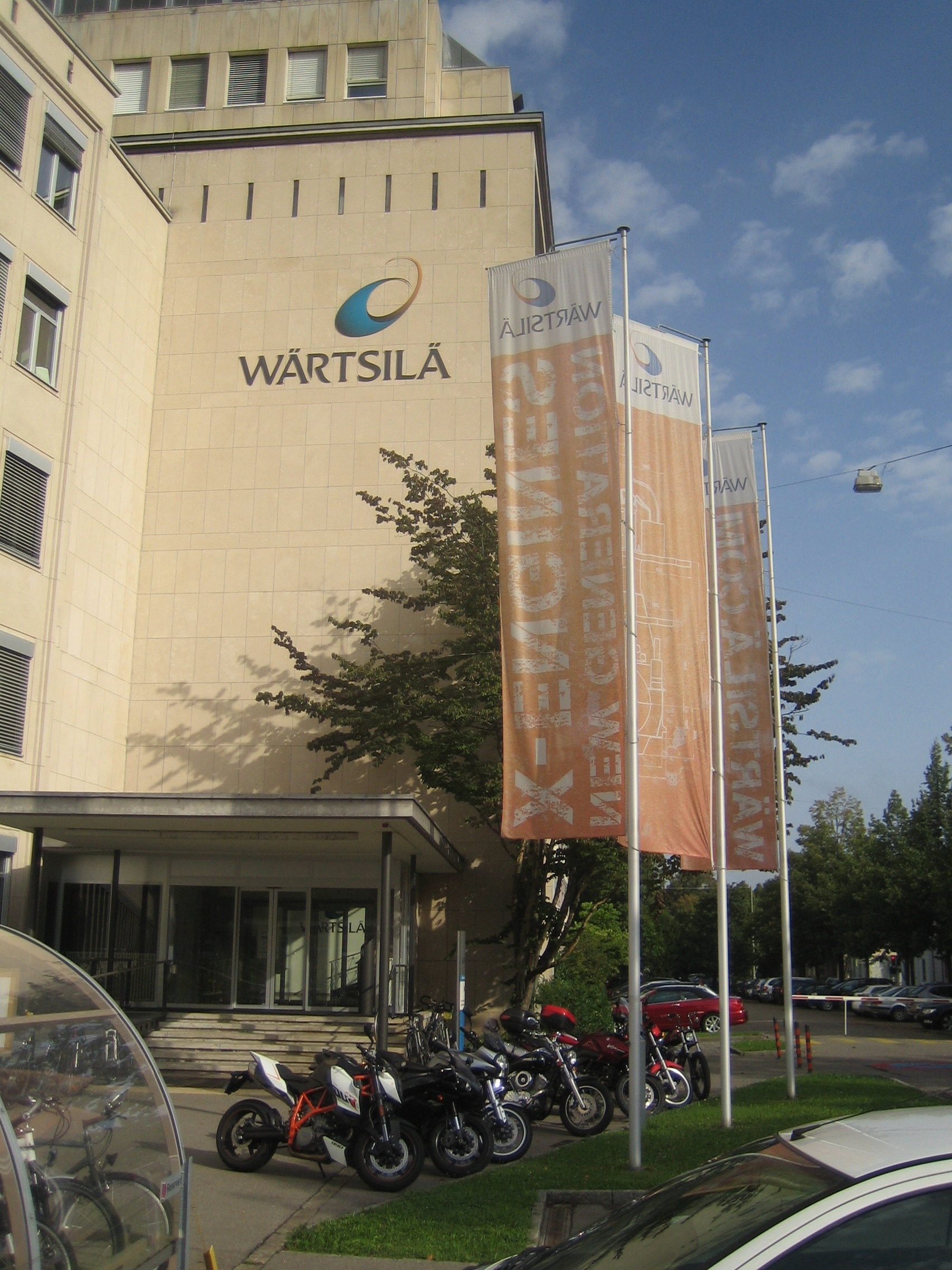
Niederlassung Winterthur